# Þráinn Bertelsson
Þráinn Bertelsson (deutsche Transkription Thrainn Bertelsson; * 30. November 1944) ist ein isländischer Autor, Filmemacher, Journalist und Politiker. Von 2009 bis 2013 war er Mitglied des isländischen Parlaments Althing.
Þráinn ist Regisseur von mehreren isländischen Filmen und TV-Serien. Sein Film Magnus (Magnús) wurde beim Europäischen Filmpreis für Bester Film und Bestes Drehbuch nominiert. Für viele seiner Filme hat er auch das Drehbuch geschrieben.
Er ist Autor zweier gesellschaftskritischer Kriminalromane. In der Tageszeitung Fréttablaðið verfasst er eine wöchentliche Kolumne.
Zur Parlamentswahl 2009 trat er für die neu gegründete Partei Bürgerbewegung an und konnte dabei im Wahlkreis Reykjavík-Nord ein Mandat erringen. Er trat allerdings später aus dieser Partei aus und gehörte dem Parlament in der Folge bis zum Ende der Legislaturperiode zunächst als parteiloser Abgeordneter, dann als Mitglied der Links-Grünen Bewegung an.

## Werke (Auswahl)
- Walküren. (orig. Valkyrjur.) dtv, München 2008, ISBN 978-3-423-21032-4
- Höllenengel. (orig. Englar dauðans.) dtv, München 2010, ISBN 978-3-423-21240-3